# Hästån
Hästån är ett av källflödena till Nianån i Hälsingland. Ån rinner norrifrån mot sjön Stor-Nien och mynnar där väster om byn Karlsnäs. Vattendragets lutning är brant utom alldeles nära mynningen, där det uppstått flera fina meanderslingor. Längd cirka 10 km.